# Рубан (дворянский род)
Рубаны (укр. Рубан, пол. Ruban) — украинский шляхетский (позже дворянский) род, ведущий свою историю с 1783 года, после того как Андрею Васильевичу Рубану (укр. Рубан Андрій Васильович) был пожалован дворянский титул Польским Сеймом.

## Описание герба
На лазурном (синем) щите польского типа изображены три зелёных цветка обвёрнутыми тремя листками.
Щит увенчан дворянскими шлемом серебряного цвета с золотым забралом, шлем смотрит прямо — это означает что владелец был баронет или рыцарь; шлем увенчан короной маркиза.
Нашлемник: три колоска. Намёт на щите голубой, подложенный золотом — в этом случае он означает что герб утверждён после эпохи рыцарских турниров.
Символы:
Зерно, брошенное в землю («похороненное»), кажется умершим, но весной оно просыпается к новой жизни и дает богатый урожай. Уже с античных времен (примерно с Элевсинских мистерий) оно становится символом возрождения после могильной ночи, даёт надежду и служит примером преодоления смерти. Легко представить, что для крестьян в Новое время, независимо от этой символики, одеяние из колосьев олицетворяет собой просьбу об урожае.
Синий цвет щита символизирует великодушие, честность, верность и безупречность, или просто небо.